# Picrocrocina
Picrocrocina es un monoterpeno glicósido precursor del safranal. Se encuentra en la especia del azafrán, que proviene de la flor de azafrán. La picrocrocina tiene un sabor amargo y es el producto químico  responsable del sabor del azafrán.
Durante el proceso de secado, la picrocrocina libera la aglicona (HTCC, C10H16O2) debido a la acción de la enzima glucosidasa. La aglicona se transforma a continuación, a safranal por deshidratación. Picrocrocina es un producto de degradación del carotenoide zeaxantina. 